# یلوه شارپی
یلوه شارپ (نام علمی: Gallirallus sharpei) نام یک گونه از سرده یلوه‌های استرالیا-آرام است.